# إدوارد شرودر بروكس
إدوارد شرودر بروكس هو سياسي أمريكي، ولد في 14 يونيو 1867 في يورك في الولايات المتحدة، وتوفي بنفس المكان في 12 يوليو 1957. نشط حزبياً في الحزب الجمهوري. وقد انتخب عضو مجلس النواب الأمريكي ‏.